# Giuseppe Baresi
Giuseppe Baresi (Travagliato, 7 februari 1958) is een voormalig Italiaans profvoetballer, die het grootste gedeelte van zijn carrière speelde bij Internazionale.

## Carrière

### Clubs
Baresi maakte zijn debuut in het eerste elftal van Internazionale in het seizoen 1977/78. Vervolgens speelde hij zestien seizoenen voor de club uit Milaan en uiteindelijk sloot hij zijn loopbaan af bij Modena. Met Modena speelde hij twee seizoenen in de Serie B, waarna hij op 36-jarige leeftijd stopte met voetballen.

### Nationaal elftal
Baresi speelde lang bij topclub Internazionale en was bij zijn club lange tijd aanvoerder, maar bij het nationale elftal is hij nooit zover gekomen. Hij speelde tussen 1979 en 1986 slechts achttien interlands voor zijn land Italië. Tijdens het EK 1980 en het WK 1986 zat Baresi in de selectie van zijn land.

### Coach
Na zijn voetballoopbaan was Baresi actief als hoofd jeugdopleiding van Internazionale. Op 2 juni 2008 werd hij door José Mourinho aangesteld als assistent-trainer van de club.

## Familie
Giuseppe Baresi is een oudere broer van oud-profvoetballer Franco Baresi. Franco speelde voor de grote rivaal AC Milan en speelde tweeëntachtig interlands voor Italië.

## Erelijst
Internazionale
- Serie A: 1979/80, 1988/89
- Coppa Italia: 1977/78, 1981/82
- Supercoppa Italiana: 1989
- UEFA Cup: 1990/91